# 털북숭이사키
털북숭이사키(Pithecia hirsuta)는 신세계원숭이에 속하는 사키원숭이의 일종이다. 북쪽의 자푸라강과 남쪽의 나포강 사이의 아마존 분지 북서부 지역에서 발견된다. 분포 지역은 콜롬비아 남단(아마소나스주)과 페루 북서부, 브라질 동부 지역이다.